# Andrzej Szczypiorski
Andrzej Szczypiorski (Varsavia, 3 febbraio 1928 – Varsavia, 16 maggio 2000) è stato uno scrittore e politico polacco membro dell'Armia Ludowa, una forza armata partigiana filo-comunista che si opponeva ai nazisti, durante la Seconda guerra mondiale.

## Biografia
Prese parte alla Rivolta di Varsavia il 2 ottobre 1944, collaborando con l'Armia Krajowa, ma fu catturato e imprigionato nel Campo di concentramento di Sachsenhausen, situato a 35km da Berlino. Fu Ambasciatore di Buona Volontà dell'UNICEF per la Polonia. 
Vinse il Premio di Stato austriaco per la Letteratura Europea (Österreichischer Staatspreis für Europäische Literatur), del quale sono stati insigniti scrittori quali gli italiani Italo Calvino, Umberto Eco, Antonio Tabucchi e Claudio Magris, il connazionale Stanisław Lem e la francese Simone de Beauvoir, nel 1988. Nel 1994 vinse il Premio Herder.

## Elenco delle opere (titoli in Polacco)
- 1966: Podróż do krańca doliny
- 1971: Msza za miasto Arras
- 1983: Z notatnika stanu wojennego
- 1986: Początek

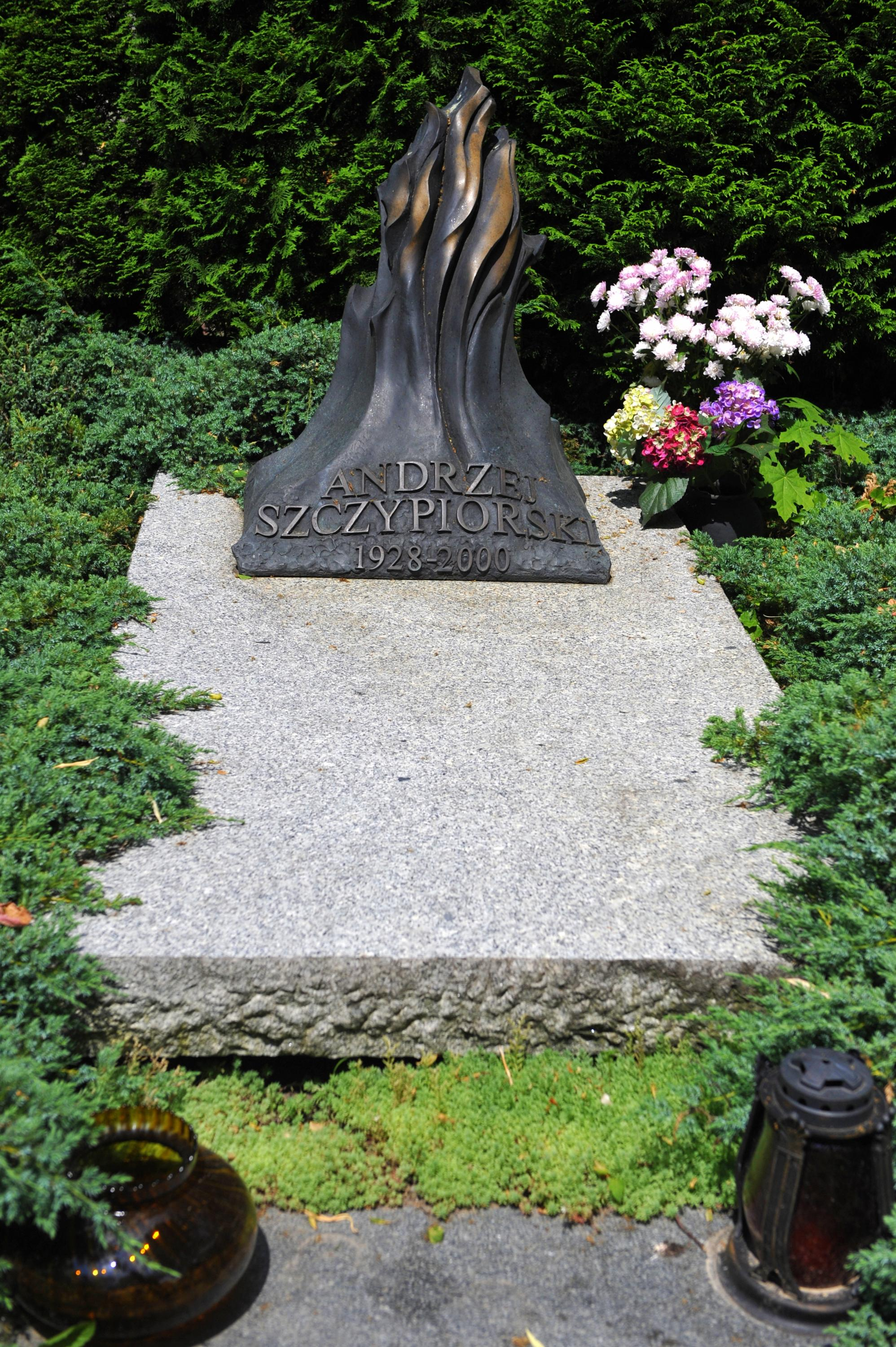
La sua tomba

- 1990: Amerykańska whiskey i inne opowiadania
- 1991: Noc, dzień i noc
- 1994: Autoportret z kobietą
- 1999: Gra z ogniem